# 논리사
논리사는 타당한 추론을 탐구하는 학문인 논리학의 발전사를 말한다. 형식논리학은 고대의 중국, 인도, 그리스의 철학에서 그 유래를 찾아볼 수 있다. 그리스 논리학, 그 중에서도 아리스토텔레스식 논리학은 과학·수학에 넓게 수용·응용된 고전논리학이다.
아리스토텔레스 논리학은 중세의 이슬람권 및 기독교 서방 세계에 한 층 더 발전하여, 14세기 중반에 정점을 맞이했다. 14세기부터 19세기 초까지의 시기는 대체로 논리학이 쇠퇴하여 경시되었던 시기로, 적어도 한 명의 논리학 역사가에 의해서 논리학의 침체기로 간주되고 있다.
19세기 중반이 되면 논리학이 부흥, 혁명기가 시작되고, 수학에서 이용되는 엄밀한 증명을 표본으로 하는 엄격하고 형식적인 규칙으로 주제가 발전했다. 근현대에서의 이 시기의 발전, 이른바 '기호' 혹은 '수리' 논리학은 2천 년에 걸친 논리학의 역사에서 가장 현저한 것이며, 인류의 지성의 역사에서 가장 중요·현저한 사건의 하나라고 말할 수 있다.
수리논리학의 발전은 20세기의 최초의 수십 년, 특히 괴델 및 타르스키의 저작에 의해서 일어나, 분석 철학이나 철학적 논리학, 특히 1950년대 이후에 양상 논리나 시제 논리, 의무 논리, 적정 논리 등에 영향을 주었다.

## 논리학 전사

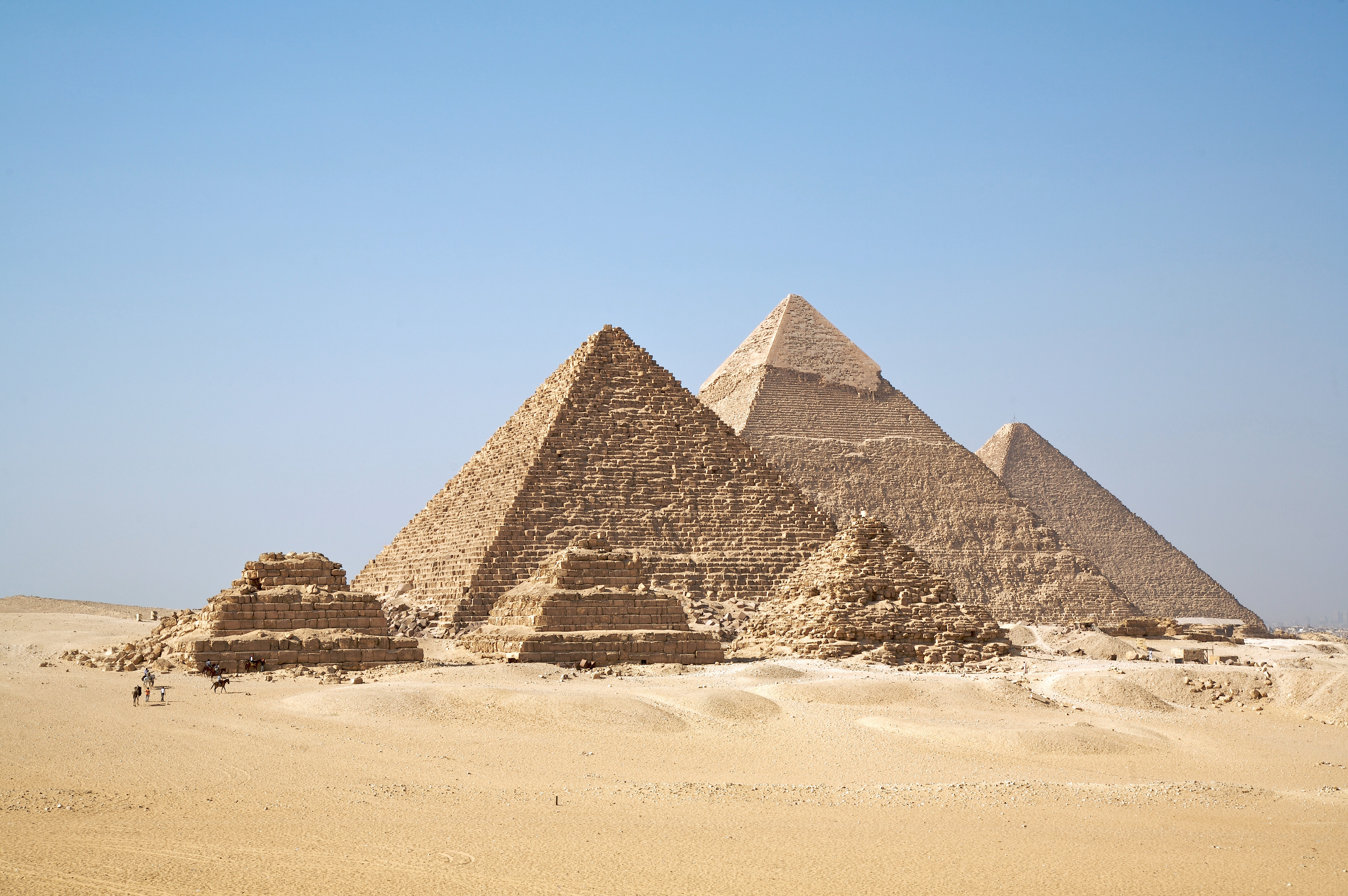
이집트의 피라미드는 기하학을 이용해 만들어졌다

타당한 추론은 인류의 역사의 모든 시대에 이용되어 왔다. 그렇지만 논리학은 타당한 추론·논증·증명의 '원리'를 연구하는 것이다. 추론에 의해서 결론을 이끈다는 발상은 아마도 원래 '토지의 측량'을 의미한 기하학(고대 그리스어: γηωμετρια)과 관련하여 생겨났다. 특히, 고대 이집트인은 경험적으로, 첨두부를 절단한 형태의 피라미드의 크기의 구하는 방법 등 몇개의 기하학적 진리를 발견하였다.
또 하나의 기원은 바빌로니아에서 찾을 수 있다. 기원전 11세기의 에사길-킨-어플리의 의학서인 '진단 안내서'는 일련의 논리적인 공리계·전제에 근거하여 구축되어 있고, 한편, 기원전 8-7세기의 바빌로니아 천문학자는 내적 논리를 행성 운행의 예측에 이용해 과학 철학에서의 중요한 업적을 올렸다.

## 그리스 철학에서의 논리학

### 플라톤 이전
고대 이집트인은 기하학적 진리를 경험적으로 발견했지만, 고대 그리스인에 의한 위대한 실적은 경험적으로 발견한 기하학적 사실들을 논증으로 체제화 한 것에 있다. 이 학문의 체계적인 학습은 기원전 6세기 후반의 피타고라스의 학교에서 시작되었다고 인정되고 있다. 기하학의 세 개의 기본 원리는, 첫째로 어느 체계 내의 확실한 명제는 논증되지 않아도 참으로서 받아 들여져야 하는 것, 둘째로 같은 체계 내의 다른 명제는 그들 확실한 명제로부터 도출돼야 하는 것, 세째로 그 도출은 '형식적' 즉 문제가 되고 있는 특정의 명제와는 독립인 방법으로 이루어져야 한다는 것이다. 초기의 그러한 증명의 단편이 플라톤이나 아리스토텔레스의 저작 안에 남아 있어, 연역적인 체계라는 발상이 피타고라스의 학교 및 플라톤의 아카데메이아에서 알려져 있었다고 볼 수 있다.
기하학과 별도로, 기본적인 논의의 패턴이 기원전 5세기의 소크라테스 이전 철학자 엘레아의 제논이 이용한 '배리법'으로 볼 수 있다. 이는 전제로부터 분명하게 잘못되어 있는 불합리·불가능한 결론을 이끄는 것에 의하여 전제의 잘못을 증명하는 방법이다. 플라톤 대화편의 '파르메니데스'에서는 제논을, 복수의 것이 존재한다는 전제로부터 불합리한 결론을 증명하는 것으로 파르메니데스의 일원론을 옹호하는 책을 저술했다고 주장하는 인물로 묘사하고 있다. 이러한 '변증적'인 추론을 실시한 다른 철학자로서는, 파르메니데스나 제논의 신봉자로 여겨지는 메가라의 에우클레이데스 등의 이른바 소소크라테스 학파가 있다. 이 학파의 성원은 '변증 학파'라고도 불렸다.
아리스토텔레스 이전의 사상가가 추론의 원리에 관심을 가졌다는 증거는 '양론'(고대 그리스어: Δισσοὶ λόγοι)으로 불리는 단편에 볼 수 있다. 이는 기원전 4세기 초에 쓰여진 것으로 생각되는 것으로, 진위에 관한 매우 길어진 논의의 일부를 수록하고 있다.

### 플라톤의 논리학

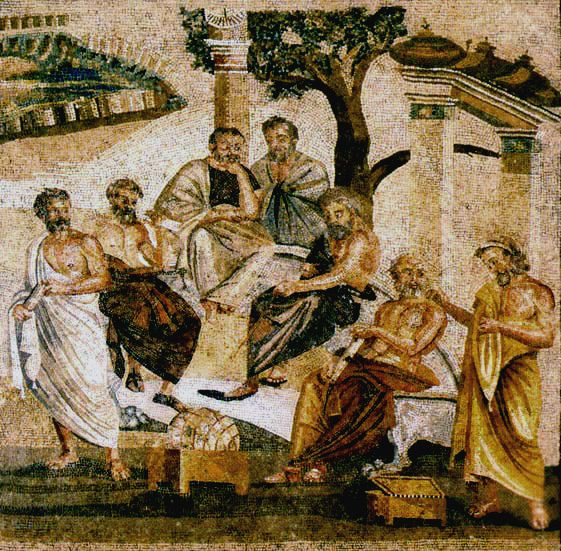
플라톤의 아카데메이아

기원전 4세기의 철학자 플라톤 (기원전 428년-기원전 347년)의 현존하는 저작 안에서 형식논리학을 취급한 것은 전무하지만, 철학적 논리학에 대한 수요인 공헌이 이루어지고 있다. 플라톤은 세 개의 물음을 세웠다:
- 참 또는 거짓으로 정당하게 판단될 수 있는 것은 무엇인가?
- 타당한 논증에서 전제와 결론의 관계의 성질은 무엇인가?
- 정의(定義)의 본질은 무엇인가?

첫번째 물음은 '테아이테투스'(Theaetetus)에서 나오는 것으로 것으로, 여기서 플라톤은 사고·의견을 대화·담화 (로고스)와 동일시하고 있다. 두번째 물음은 플라톤의 이데아론으로부터의 귀결이다. 이데아는 보통 의미로의 실태는 아니고, 엄밀하게는 마음 속의 관념도 아니다. 이데아는 오히려 후의 시대의 철학자가 보편이라고 부른 것, 즉 같은 이름의 개개의 것 모두에게 공유되는 추상적인 존재에 가깝다. '국가' 및 '소피스테스'에서 주장의 전제와 결론의 사이에 필요한 결합은 '형식'의 사이에 필요한 결합과 같다고 플라톤은 주장했다. 세번째 물음은 정의(定義)에 관한 것이다. 플라톤의 대화편에서는 많은 중요한 개념 (정의(正義), 진리, 선)의 정의(定義)가 탐구되고 있어, 플라톤은 수학에서 정의가 중요하다고 말하는 것으로부터 영향을 받았다고 생각된다. 모든 정의의 기초가 되는 것이 플라톤의 말하는 이데아, 즉 여러 가지 개개의 것에 대해 나타나는 공통의 본성이다. 그 때문에 정의는 인간의 이해의 궁극적인 대상을 나타내고 있어 모든 타당한 추론의 기초이기도 하다. 이 사상은 아리스토텔레스에 큰 영향을, 특히 아리스토텔레스의 사물의 형상 (어떤 종류로 특정하는 사물이 '무엇인가')의 관념에 큰 영향을 미쳤다.

### 아리스토텔레스의 논리학

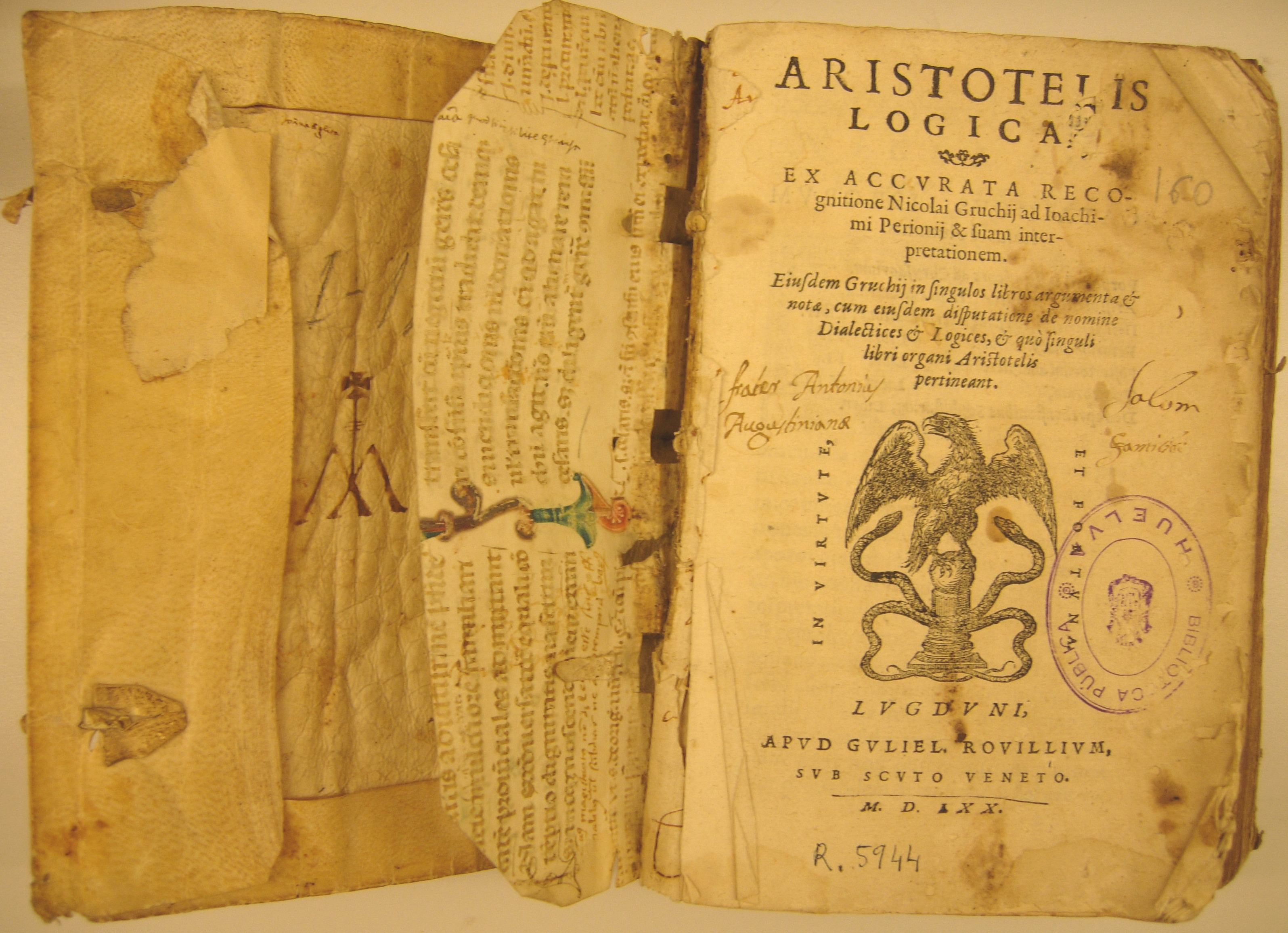
아리스토텔레스의 논리학은 르네상스기에도 영향력을 유지했다

아리스토텔레스의 논리학, 특히 그의 삼단논법의 이론은 서양사상에 거대한 영향을 줬다. 논리학에 관한 그의 저작, 이른바 '오르가논'은 최초의 형식적인 논리학의 연구서로 근현대에까지 전해졌다. 저작의 시기를 결정하는 것은 곤란하지만, 아리스토텔레스의 논리학 관계 저작의 집필 순서는 아래와 같이 생각되고 있다:
- '범주론', 10개의 범주와 초보적인 명사에 관한 연구
- '트피카' ('궤변 논박론'이라는 부록이 있다), 변증방법에 관한 논의
- '명제론', 단순한 정언명제로부터 단순한 명사, 부정, 양을 나타내는 기호로의 분석; 및 부정·역으로 있는 관념
- '분석론 전서', 타당한 추론 즉 '삼단논법'의 형식적 분석
- '분석론 후서', 학문적 논증의 연구로, 원숙기의 아리스토텔레스의 논리학 사상을 포함

이상의 저작은 논리학의 역사 중에서도 두드러져 중요하다. 아리스토텔레스는 통사론을 명사와 동사로 하는 체계적인 분석을 실시하려고 한 최초의 논리학자이다.
'범주론'에서, 그는 명사가 지시할 수 있는 모든 것을 분류하려고 시도했다. 이 작업은 서양사상에 심대한 영향을 준 철학적 저작 '형이상학'의 주장을 보강하는 역할을 이루어 있다. 그는 체계를 세워 말하는데 최초로 모순율과 배중률을 취급한 인물이다. 또한 그는 최초의 형식논리학자이다 (즉, 그는 주장의 기반이 되는 논리 형식을 나타내기 위해서 변항을 이용해 추론의 원리를 주었다). 그는 필요한 추론의 특징이 되는 의존관계를 모색해, 그렇게 말한 관계에서의 타당성을 전제의 진위 (주장의 건전성)와 구별했다.
'분석론 전서'에서는 삼단논법에 대한 연구가 전개되어 역사상 처음 세 개의 원리, 즉 변항의 사용, 순수하게 형식적인 취급해, 공리계의 사용이 채용되고 있다.
'트피카' 및 '궤변 논박론'에서는 그는 비형식논리학 (예를 들면 오류의 이론)을 전개하고 있다.

### 스토아 논리학

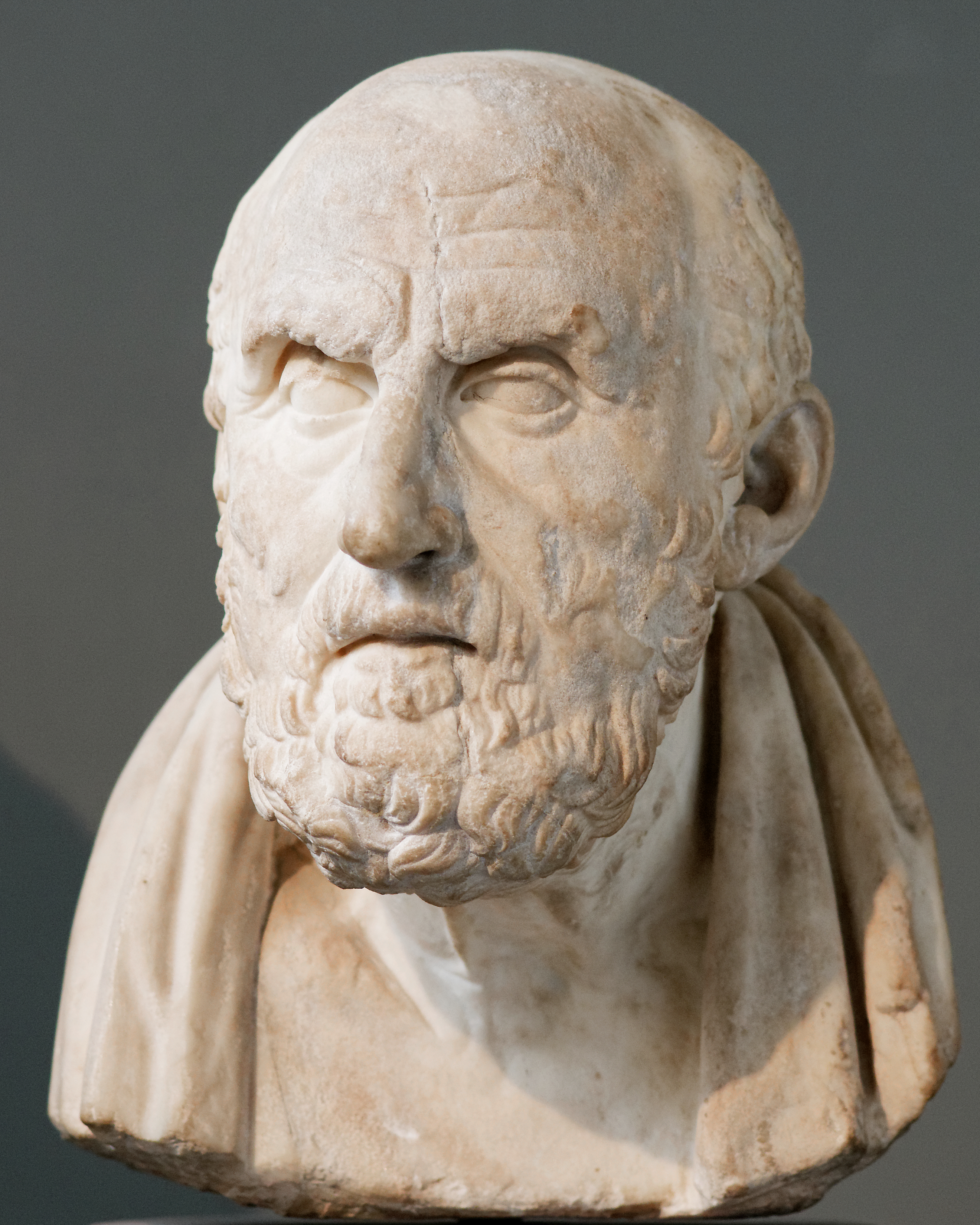
크리시포스

그리스 논리학의 다른 큰 학파로서는 스토아 학파가 있다. 소크라테스의 제자로 플라톤보다 조금 연장자로 기원전 5세기 후반의 철학자 메가라의 에우클레이데스가 스토아 논리학의 기원이다. 에우크레이데스의 제자·계승자는 메가라 학파 혹은 논쟁자로 불려 후에는 변증학파라고도 불렸다. 메가라 학파 중에서도 가장 중요한 변증가로서 디오도루스 크로누스와 피론(Philo)이 있는데 그들은 기원전 4세기 후반에 활동했다. 스토아파는 메가라파의 논리학을 도입해 이를 체계화했다. 스토아 논리학으로 가장 중요한 인물은 스토아파 삼대째 학두인 크리시포스 (기원전 278년 경-기원전 206년 경)이며, 그는 스토아파의 교의의 대부분을 형식논리학적으로 표현했다. 그는 700 이상의 저작을 저술했다고 여겨지며 그 중 논리학 관계의 저서는 300을 넘고 있지만 거의 현존하지 않는다. 아리스토텔레스와 달리, 메가라파나 초기 스토아파의 저작은 완전한 형태로는 남지 않고, 그들에 대해 알려면 주로 디오게네스 라에르티오스, 섹스투스 엠피리쿠스, 갈레노스, 아울루스 겔리우스, 키케로 등 (때로는 적대적이기도 함) 후대의 문헌에 의한 설명에 많이 의존할 필요가 있다.
스토아파의 세 개의 중요한 실적은 (i) 그들의 양상의 설명, (ii) 그들의 논리 포함의 이론, 그리고 (iii) 그들의 의미와 진리의 설명이다.
- 양상. 아리스토텔레스에 의하면, 당시의 메가라 학파는 가능태와 현실태의 구별 등 존재하지 않는다고 주장했다.[22] 디오도루스 크로누스는 가능한 것은 현재 존재하는 것 또는 미래에 존재할 것이라고 정의하고, 불가능한 것은 미래에 참이 아닐 것이라고 정의하여, 부정이라는 것은 벌써 그런 것 또는 미래에 거짓일 것이라고 정의했다.[23] 디오도루스는 '과거에 존재한 모든 것은 참이자 필연이다', '불가능한 것은 가능한 것으로부터 생겨날 수 없다', '현재 존재하지 않고 미래에도 존재하지 않는 것은 가능하다'의 3명제는 정립할 수 없다는, 이른바 마스터·아규먼트로도 유명하다. 디오도루스는 이 3명제 중 앞의 2명제의 수긍가능성을 이용하여, 현재 존재하지 않고 미래에도 존재하지 않을 것은 불가능하다고 증명했다.[24] 대조적으로 크리십포스는 제2의 전제를 부정하고, 불가능한 것은 가능한 것으로부터 태어날 수 있다고 말했다.[25]
- 논리 포함. 조건문에 대해 논의한 최초의 논리학자는 디오도루스와 그의 제자 메가라의 피론이다. 세크스트스 엔페이리코스는 디오도루스와 피론의 논의에 세번 언급하고 있다. 참된 조건문은 참으로 시작되고 거짓으로 끝날리가 없다고 피론은 주장했다. 예를 들면 '지금이 일중이라면 나는 이야기를 하고 있다'라는 것처럼. 그러나, 참된 조건문은 참으로 시작되고 거짓으로 끝나는 것이 결코 없는 것이다-그러므로 지금 말한 조건문은 만약 지금이 일중이며 게다가 내가 입을 다물면 거짓이 된다고 디오도루스는 주장했다. 피론의 진위의 기준은 'if ... then'의 오늘날 진리 함수의 정의로 되어 있는 것과 같다. 세크스트스는 두 번째에 언급했을 때에 '그에 의하면 조건문이 참으로 되는 방법은 3가지 있으며, 거짓이 되는 방법은 하나만 있다'[26]라고 말하고 있다.
- 의미와 진리. 메가라 스토아 논리학과 아리스토텔레스 논리학의 가장 중요하고 현저한 차이는 전자가 명사가 아니라 명제를 고려하고, 그 때문에 근대적인 명제 논리에 가까운 것이다.[27] 스토아파는 아마 잡음인 발화 (phone), 명료하게 발음하고 있지만 무의미한 연설 (lexis), 의미가 있는 발화인 담화 (logos)를 구별했다. 그들의 이론 중 가장 독창적인 부분은 '레크톤'이라고 불리고 있는, 문장으로 표현되는 것은 실재하는 것이라는 설이다. 이는 오늘 '명제'라고 불리는 것과 일치한다. 스토아파에 의하면 의미하는 것, 의미되는 것, 대상의 삼자는 서로 결합되어 있다고 세크스트스는 말하고 있다. 예를 들면 의미하는 것은 '디온'이라는 용어, 의미되는 사람은 그리스인은 이해하지만 외국인은 이해하지 않는 것, 대상은 디온 자체이다.[28]

## 아시아의 논리학

### 인도의 논리학
형식논리학은 고전기 인도가 독립에 발생해 초기 근대까지 발전하고 있어, 그리스 논리학으로부터 영향이 있었는지 어떠했는지는 알려지지 않는다. 메다티티 가우타마 (기원전 6세기)는 논리학의 안비크시키파를 창시했다. 기원전 5세기 무렵의 '마하바라타' (12.173. 45)에서는 논리학의 안비크시키파와 타르카파를 언급하고 있다. 파니니 (Panini, 기원전 5세기 무렵)는 자신의 산스크리트 문법을 형성하는데, (불 논리와 몇 개의 공통점을 가진다) 논리 형식을 발전시켰다. 챠나키야 (기원전 350년 즈음-기원전 283년)는 저서 '아르타샤스트라' 중에서 논리학은 독립한 연구 영역 '안비크시키'라고 말했다.
인도의 6학파 가운데, 니야야 학파와 바이시시카 학파의 두 개가 논리학을 취급하고 있다. 아크사 팬더 가우타마 (2세기)의 '니야야 스트라'는 힌두 철학의 6개의 정통 학파의 하나 니야야 학파의 중심적인 문헌이 되고 있다. 이 실재론적인 학파는 최초의 전제, 근거, 사례, 응용, 결론이라는 5단계의 골조로부터 완성되는 엄밀한 추론을 발전시켰다. 관념론적인 불교 철학은 니야야 학파에 대한 주된 반론자가 되었다. 중관파의 창시자 나가르쥬나 (150년 경-250년 경)는 체트슈 코티카로서 알려진 분석을 발전시켰다. 이 논증법에서는 명제의 긍정, 부정, 긍정 및 부정, 긍정도 부정도 아닌 것의 4종류를 체계적으로 음미·기각한다. 그러나 한 편으로 형식적인 삼단논법을 발전시킨 디그나가 (480년 경-540년 경)나 그 제자로 불교 논리학을 정점으로 이끈 다르마키르티 등의 사람들도 병행해 존재하고 있었다. 그들의 분석은 일정한 부수물 또 침투물로서도 알려진 필연적인 논리적 귀결, '비야프티 (편충)'의 정의에 중점을 두고 있었다. 이 목적을 위해서 '아포하' 즉 차별화로서 알려진 교설이 발전했다. 이는 물건의 특징을 정의할 때의 포함·제외로 불리는 것과 관련되어 있다.
이러한 시도에 수반하는 곤란이 부분적으로는 나비야-니야야라는 이름의 새로운 논리학파의 교류를 촉진하여, 같은 파가 16세기에 형식적인 분석을 전개하게 된다. 이 후발의 학파는 동인도·벤갈 지방에서 시작되어, 곳트로프 프레게의 '의의와 의미에 대해' 또는 '수의 정의'와 같은 현대 논리학과 유사한 이론을 발달시키고, 더욱이 그 뿐만 아니라 나비야-니야야 학파의 '보편의 제한 조건'의 이론은 근대적인 집합론의 발전에 대해서 몇 개의 점에서 선수를 치고 있었다. 1824년 이후 인도 논리학은 서양의 학자의 관심을 끌어, 찰스 배비지, 오거스터스 드 모르간, 그리고 특히 조지 불 등 19세기의 중요한 논리학자에게 영향을 미쳤다. 이는 조지 불의 처 메어리 에베레스트 불이 1901년에 쓴 '19세기의 인도 사상과 서양 과학'이라는 '보즈 박사에의 공개 편지'에서 증언되고 있다: '1830년-1865년의 수학계에서의 배비지, 드 모르간, 조지 불의 세 명에 의한 강렬한 인도화의 영향이라는 것이 무엇이었을까를 생각해 보자'

### 중국의 논리학
중국에서는 공자와 동시대의 묵자가 묵가의 선조로 되어 있는데, 묵가의 경전에서는 올바른 결론을 이끄는 조건이나 타당한 추론이라는 문제를 취급하고 있다. 그 중에서도, 묵가로부터 분리된 학파인 명가는 원시적인 형식논리학을 연구한 것으로 몇 명의 연구자에게 생각되고 있다. 진왕조 성립에 계속되는 법가의 가열인 지배에 의해서 논리학의 연구는 일단 끊어져 불교도에 의해서 인도 철학이 도입되는 것을 기다리게 된다.

## 중세 논리학

### 이슬람 철학에서의 논리학

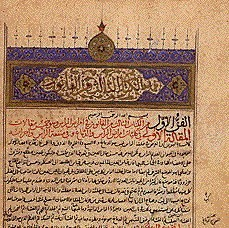
아비센나 논리학의 창시자, 이븐 시나에 의한 교과서

파라비, 이븐 시나, 가잘리, 이븐 루시드 그 외의 이슬람 논리학자의 저작은 아리스토텔레스 논리학을 비판적으로 발전시키고 있어 고대의 사상과 중세의 서양사상이 사이를 주선한 점으로 중요시되어 왔다. 파라비 (873년 - 950년)는 아리스토텔레스 논리학자로, 미래의 불확정성, 범주의 수와 범주간의 관계, 논리학과 문법학의 관계, 비아리스토텔레스적인 추론 형식이라는 화제에 대해 논의했다. 파라비는 또 가말삼단논법이나 유추의 이론에 대해서도 생각하고 있지만, 고대에서는 이들은 아리스토텔레스보다 오히려 스토아파 논리학의 영역이다.
이븐 시나 (아위켄나, 아비센나, 980년 - 1037년)는 아비센나 논리학의 창시자이다. 아비센나 논리학은 이슬람 세계의 논리학에서의 주도적인 체계로서의 지위를 아리스토텔레스 논리학으로부터 빼앗고, 더욱이 아르베르투스 마그누스와 같은 중세 서구의 저술가에게 심대한 영향을 줬다. 이븐 시나는 가언 삼단논법 및 명제 논리에 관한 저작을 남기고 있는데, 이는 모두 스토아파 논리학의 영역이다. 그는 '시상적으로 양상화된' 삼단논법이라는 독자 이론을 발전시켜, 과학적 방법에 대해서 비판적인, 일치법, 차이법, 공변법 등의 귀납 논리를 이용했다. 이븐 시나의 개념의 하나는 서구의 논리학자 오컴의 윌리엄에 특히 중대한 영향을 미쳤다. 의미 혹은 관념을 가리키는 이븐 시나의 용어인 '맛나'는 스콜라 논리학자에 의해서 '인텐티오'(라틴어: intentio)로 라틴어 번역되었다. 중세의 논리학·인식론에서, 이 술어는 본래는 물건에 대응하는 마음 속의 상징이다. 이는 오컴의 개념론의 발전에서 결정적인 것이었다. 보편적인 명사 (예를 들면 '인간')는 실재하는 있는 것을 나타내는 것이 아니라, 오히려 실재하는 다수의 것에 대응하는 마음 속의 상징 (라: intentio in intellectu)을 나타낸다. 오컴은 이 견해를 지지하기 위해서 이븐 시나의 ' '형이상학 '주해' V를 인용하고 있다.
파흐르 알딘 알라즈 (Fakhr al-Din al-Razi, 1149년생)는 아리스토텔레스의 '제일격'을 비판해 원시적인 귀납 논리학을 조직 세우고 있어 존 스튜어트 밀 (1806년 - 1873년)에 의한 기능론 이학의 발전의 선구가 되고 있다. 알라즈의 저작은 포스트 아비센나 논리학으로 향하는 이슬람 논리학의 새로운 흐름의 착수라고 후대의 이슬람 학자에 의해서 보이고 있다. 이 흐름은 그의 제자로 개념과 동의라는 문제에 관련되는 논리 형식을 발전시킨 아프달라딘 알후나지 (Afdladdin al-Khunaji, 1249년몰)에 의해서 더욱 정교하게 되었다. 이 학파에 대한 응답 속에서, 나스르 알딘 알투시 (Nasir al-Din al_Tusi, 1201년 - 1274년)는 신아비센나 논리학파를 창시하였는데, 이 학파는 이븐 시나의 저작에 충실히 하여 그 후 수 세기의 사이 지배적인 포스트 아비센나 논리학파의 라이벌로서 존재했다.
그리스 논리학에 대한 체계였던 논박은 샤하브 알딘 스후라와르디 (Shahab al-Din Suhrawardi, 1155년 - 1191년)가 창시한 조명 학파에 의해서 집필되었다. 스후라와르디는 모든 양상 (필연성, 가능성, 우연성, 불가능성)을 유일개필연성의 양상에 환원해 버리는 '결정적 필연성'의 개념을 발전시켰다. 이븐 알나피스 (Ibn al-nafis, 1213년 - 1288년)가 아비센나 논리학의 연구서를 저술하고 있지만, 그것은 이븐 시나의 '알이샤라트' (상징)과 '알히다야' (안내)의 주석서라는 형태로 쓰여져 있다. 그리스 논리학에 대한 또 하나의 체계적인 논박으로서 이븐 타이미야 (1263년 - 1328년)의 '알랏드 아라 알만티키인' (그리스 논리학자에 대한 논박)이 있지만, 본서에서는 삼단논법의 타당성은 아니라 유용성이 문제시되고 있어, 귀납 추론 쪽이 바람직한 것으로 되어 있다. 이븐 타이미야는 삼단논법의 확실함에도 의문을 나타내고 있어 비교를 바람직한 것으로 했다. 그의 주장은, 귀납에 근거하는 개념은 그 자체로서 확실하지 않게 일어날 것 같다는 만큼 지나지 않고, 그 때문에 그러한 개념에 근거한 삼단논법은 비교에 근거한 주장과 확실함에 바뀌는 부분이 없다는 것이었다. 게다가 귀납은 그 자체 비교적인 과정을 거쳐 행해지는 것이라고 그는 주장했다. 그의 유추의 모델은 법정 변론에 근거해 구성되어 있었다. 이 유추의 모델은 존 F. 소와의 근년의 저작으로 이용되어 왔다.
15세기의 무하마드 이븐 파이드 알라 이븐 무하마드 아민 알샤르와니에 의한 '샤르 알타크밀 필만티크'는 아랍인에 의한 논리학서로 연구가 좋게 되어 왔지만 안으로는 마지막 저명한 작품이다. 그렇다고 해도 논리학에 관해서 '수천 페이지 위에 한 층 더 수천 페이지'가 14세기부터 19세기의 사이에 쓰여져 있지만, 이 시기에 쓰여진 작품의 아주 일부가 역사가에 의해서 연구되고 있는 것이 현상이며, 그 때문에 이 시대의 이슬람 논리학서의 원전은 거의 알려지지 않았다.

### 중세 서구의 논리학

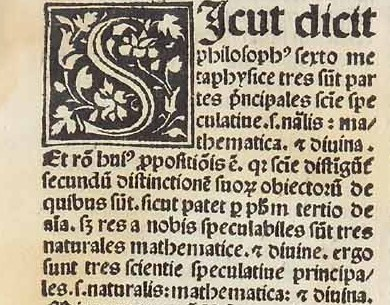
브리트의 ' 구논리학'에 대한 질문장

'중세 논리학' ('스콜라 논리학'으로도 알려진다)은 일반적으로, 1200년대부터 1600년대까지의 중세 서구에서 발전한 아리스토텔레스 논리학의 한 형태를 가리킨다. 스토아 논리학은 형성되어 수백 연내에 고대 세계에서 지배적인 논리 체계가 되어 있었다. 암흑 시대를 거쳐 논리학의 연구가 부활했을 때, 그 주된 근거는 기독교 철학자 보에티우스였지만, 그는 아리스토텔레스 논리학을 즐기고 있어 스토아파의 저작에는 서툴렀다. 12세기까지의 서구에서 이용 가능한 아리스토텔레스의 저작은 '범주론', '명제론', 여기에 포르퓨리오스의 '이사고게이' (범주론의 주석서)의 보에티우스에 의한 라틴어 역 뿐이었다. 이러한 저작은 '구논리학' (라: Logica Vetus 또는 Ars Vetus)으로서 알려져 있었다. 이 흐름에서의 중요한 작품은 '이사고게이'의 주해인 페트르스 아베라르두스 (1079년 - 1142년)의 '잉레디엔티브스' (라: Logica Ingredientibus)이다. 그의 직접적인 영향은 작지만, 솔즈베리의 존이라는 제자를 통한 영향은 커서, 그의 엄밀한 논리적 분석을 신학에 적용하는 기법은 계속되는 시대의 신학적 비판이 세련하게 되는 계기를 만들었다.
13세기 초까지는 아리스토텔레스의 '오르가논'의 나머지의 작품 ('분석론 전서', '분석론 뒷말', '궤변 논박론')이 서구에서 부활했다. 지금까지의 논리학서는 그 대부분이 아리스토텔레스의 저작의 환언이나 주석이었다. 13세기 중순부터 14세기 중순까지는 논리학의 현저한 발전이 보였던 시대의 하나이며, 특히 지금까지의 아리스토텔레스 주의에 별로 기초를 두지 않은 독창적인 세 개의 분야에서의 발전이 보였다. 그 3개의 분야는 아래와 같다.
- 대시 (代示, 라: Suppositio)의 이론. 대시이론으로는 술어 (예를 들면 '인간')가 개개의 것 (예를 들면 모든 인간)의 영역에 어떻게 미치고 있는가 한 문제를 취급한다[64]. '모든 인간은 동물이다'라는 명제에서, '인간'이라는 말은 지금 현재 존재하고 있는 모든 인간에 이르고 있는가, 즉 모든 인간을 '대시'하고 있는가? 혹은 과거·미래에 걸치는 모든 인간을 그 범위로 하고 있는가? 말은 존재하고 있지 않는 개개의 것을 대 나타내 보일 수 있는 것인가? 이 개념은 현대의 1층 술어 논리의 선구자라고 주장하는 중세 학자도 있다.[65] ' '코프라티오' (형용사의 지시 가능성)이나 '안프리아티오' (지시 영역의 확장), '디스트리브티오' 등 관련하는 이론과 함께 대시이론은 서구 중세 논리학의 가장 독창적인 실적의 하나를 이룬다.'[66]
- 공의어 (共義語, 라: Syncategoremata)의 이론. 공의어는 논리학적으로 필수의 단어이지만, 자의어 (라: categoremata)와는 달라 단독으로 무엇인가를 의미하지 못하고, 다른 말과 수반하는 것으로 '모두 의미하는' 일이 생긴다. '와', '없다', '모든', '만약' 등이 공의어의 예이다.
- 추단 (라: consequentia)의 이론. 추단은 가정적·조건적인 명제, 즉 두 개의 명제가 '만약 ... 라면~'이라는 형태로 연결된 명제이다. 예를 들면 '인간이 달린다면 신은 존재한다' (라: Si homo currit, Deus est).[67] 오컴의 윌리엄의 '논리학 대전'에서 추단의 이론이 완전하게 발달한 모습이 보인다. 거기서 오컴은 '질량적인' 추단과 '형식적인' 추단을 구별하고 있지만, 이는 대략적으로 말해 각각 현대의 논리 포함과 논리적 시사와 동등하다. 같은 설명이 요하네스 브리다누스 및 사크소니아의 아르베르트스에 의해서도 이루어지고 있다.

이 흐름의 마지막에 위치하는 중요한 작품으로서는 요하네스 포인소트 (1586년-1664년, 성토마스의 요하네스로 알려진다)의 '논리학', 프란시스코 수아레스 (1548년 - 1617년)의 '형이상학적 논쟁', 죠반니 지로라모 삭케이리 (1667년 - 1733년)의 '실증 논리학' (라: Logica Demonstrativa)이 있다.

## 전통적 논리학

### 교과서의 전통

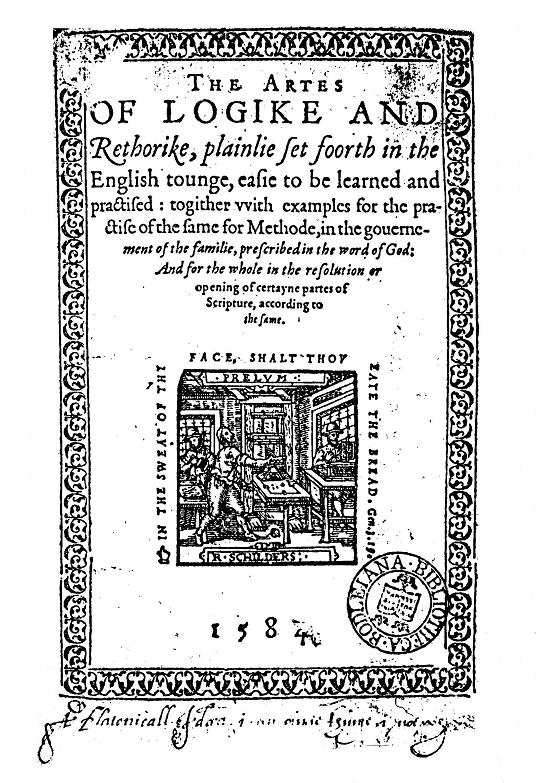
잣드리 펜나 '논리학의 기예' (1584년)

전통적 논리학은 일반적으로는 안토와느 알노와 피에르 니콜의 '논리학, 혹은 사고의 기법', 통칭 '폴 로와이얄 논리학'에 시작하는 교과서의 전통이다. '폴 로와이얄 논리학'은 1662년에 출판되어 19세기까지의 사이 잉글랜드에서 가장 영향력의 큰 논리학서가 되었다. 본서는 아리스토텔레스 및 중세의 명사 논리학의 골조 안에 데카르트의 교설 (예를 들면, 명제는 명사보다 오히려 관념의 결합이다, 등)을 대략적으로 나타내고 있다. 1664년부터 1700년까지의 사이에 8쇄를 거듭해 그 이후의 시기에도 현저한 영향을 미쳤다. 존 로크가 '인간 오성론'으로 준 명제의 설명은 근본적으로는 '폴 로와이얄 논리학'의 것과 같다: '음성적인 명제, 즉 말[은], 우리가 가지는 관념의 상징[이며], 긍정문 혹은 부정문을 구성하거나 분리한다. 그 때문에 명제는 긍정 혹은 부정을 의미하는 것에 따라서, 이러한 상징을 구성하거나 분리하는 것에 있다.' (Locke, An Essay Concerning Human Understanding, IV. 5. 6)
또 하나의 영향력이 높은 작품은 프랜시스 베이컨의 1620년에 발표된 '노붐 오르가눔'이다. 서명은 '신기관'이라고 번역할 수 있지만, 이는 아리스토텔레스의 작품 '오르가논'을 의식한 것이다. 본서 속에서 베이컨은 아리스토텔레스의 삼단논법을 부정해 대신에 '천천히 하고 있어 매우 수고스럽지만 성실한 작업에 의하여 사물로부터 정보를 모아 그 정보를 이해로 이끄는' 방법을 바람직한 것으로 했다. 이 방법은 귀납 추론으로 불리는 것이다. 귀납법은 경험적 관찰로부터 시작되어 하류의 자연법칙이나 명제로 진행된다. 하류의 자연법칙으로부터 보다 상류의, 보다 일반적인 법칙이 (귀납에 의해서) 도출된다. 열과 같은 '현상하는 자연'의 원인을 발견할 때, 열이 찾아내지는 모든 경우를 목록화 해야 한다. 여기로부터 또하나의 목록을 기술할 수 있고, 그 목록에는 열이 없는 경우를 제외하고 최초의 목록에 있는 것과 같은 모든 조건이 쓰여져 있다. 셋째의 표에는 열이 변화하는 경우가 목록화되어 있다. 열의 '양식적 자연', 즉 원인은 제일의 표에 포함되는 모든 경우에 공통되어, 제2의 표에 포함되는 어느 경우에도 존재하지 않고, 제3표에 포함되는 각각의 경우로 정도로 차이가 있어야 한다.
교과서의 전통에 속하는 다른 작품으로서 아이작 와츠의 '논리학: 혹은 이성의 올바른 사용법'(영어: Logick: Or, the Right Use of Reason, 1725년), 리처드 와틀리의 '논리학' (영: Logic, 1826년), 존 스튜어트 밀의 '논리학 체계' (1843년)가 있다. '논리학 체계'는 이 흐름에서의 마지막 주요 작품의 하나이지만, 논리학의 기초는 내관에 있다는 밀의 사상은, 논리학은 심리학의 한 분야로서 보면 가장 잘 이해할 수 있다고 한다, 특히 독일에서의 그 앞으로 50년의 논리학의 발전을 지배하게 되는 사상·접근에 영향을 주었다.

### 헤겔 철학에서의 논리학

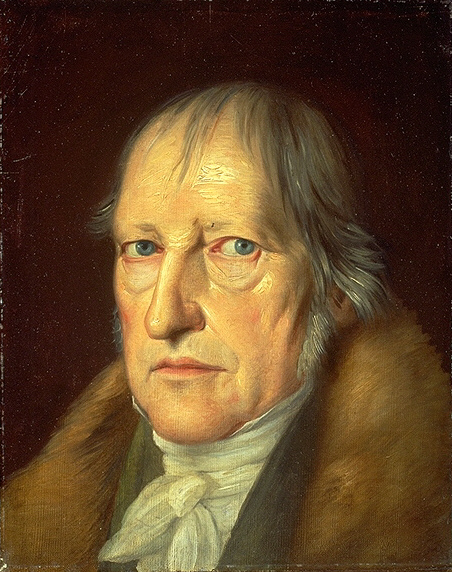
게오르크 빌헬름 프리드리히 헤겔

게오르크 빌헬름 프리드리히 헤겔은 그의 방대한 저서 '대논리학'을 요약한 작품으로 1817년에 발표한 '철학 백과사전'(Encyclopaedia of the Philosophical sciences) 제1부에서 자신의 철학 체계에 대한 논리학의 중요성을 시사하고 있다. '소론 이학'이라고도 불리는 '백과사전' 안의 '논리학'은 잘 알려져 있듯이, 범주 안의 가장 공허하고 추상적인 물건으로부터 태어나는 일련의 변화를 전개하고 있다: 헤겔은 '순수 존재'와 '순수무', 즉 자신에 앞서는 모든 범주를 포함·해명하는 범주로부터 시작한다 (그리고 절대에 도달한다). 표제에 반해 헤겔의 '논리학'은 사실은 타당한 추론의 학문에 대한 연구는 아니다. 전제로부터 타당한 추론을 통해서 개념에 관한 결론을 이끄는 것보다도 오히려, 하나의 개념에 대해 생각하면 다른 개념도 생각하게 되는 것을 나타내려고 헤겔은 시도하고 있다 (예를 들면 '양'의 개념 없이 '질'의 개념을 가질 수 없다고 그는 주장한다); 또, 여기서 충동은 개인의 심리적인 문제가 아니고, 개념 자체의 내용물로부터 거의 조직적으로 일어서 오는 것이다. 그의 목적은-실로 이성 자체의- '절대'의 이성적 구조를 나타내는 것에 있다. 하나의 개념으로부터 그 대의적 개념으로, 그리고 한 층 더 다른 개념으로 사고가 흘러 가는 방법은 헤겔의 변증법으로 알려져 있다.
헤겔의 '논리학'은 주류파의 논리학 연구에 거의 영향을 미치지 않았지만, 그 영향을 볼 수 있는 작품으로서 카를 폰 프란틀의 '서양 논리학사'(독일어: Geschichte der Logik in Abendland, 1855년-1867년)나 영국 관념론자의 작품-예를 들면 프랜시스 브래들리의 '논리학의 제원리' (영: Principles of Logic, 1883년) -, 그리고 카를 마르크스 및 마르크스주의 제학파의 경제학, 정치학, 철학 등의 연구 등이 있다.

### 논리학과 심리학
밀과 프레게의 저작의 사이로, 논리학이 넓게 기술 과학으로서 혹은 추론의 구조의 경험적 연구, 또 근본적으로는 심리학의 한 분야로서 다루어진 기간은 반세기에 이른다. 예를 들어 독일의 심리학자 빌헬름 분트는 '심리학적인 사고법칙으로부터 논리 형식을' 이끌어내는 것을 주장하고, '심리학적 사고는 언제나 보다 알기 쉬운 형태의 사고이다'라고 강변 했다. 이 사상은 당시의 독일의 철학자의 사이에 퍼져서, 테오도어 립스는 논리학을 '심리학 중의 어느 특정한 규칙'이라고 평가하였고, 크리스토프 폰 지그바르트는 논리적 필연성을 인간이 어느 방법으로 생각하려고 하는 충동에 기초 마련된 것으로 이해하였다. 또한 벤노 에르드만은 '논리적 법칙은 우리의 사고의 범위 내에서만 존속한다'고 주장했다. 이러한 것이 밀의 저작이 발표된 이후 시기의 지배적인 견해이다. 하지만 이러한 논리학에 대한 심리적 접근은 고틀로프 프레게에 의해서 부정되었다. 같은 접근은 에드문트 후설에 의해서도 그의 저서 '논리학 연구' (1900년) 제일권에서 포괄적이며 파괴적인 비판을 이루고 있는데, 이 비판은 '압도적'이라고 평가 되고 있다. 논리학을 심리학적 고찰에 의해서 기초 마련한 일은 모든 논리학적 진리를 증명되어 있지 않은 상태로 해 버리는 것이나 회의주의·상대주의가 불가피한 결과인 것을 시사하고 있다고 후설은 강력하게 주장했다.
이러한 비판에 의해서 이른바 '심리학주의'가 즉석에서 근절된 것은 아니다. 예를 들면, 미국의 철학자 죠시아 로이스는 후설의 비판의 힘은 인정하면서도, 심리학의 발전이 논리학의 발전을 수반하는 것이며, 역도 또 참인 것을 '의심할 수 없다'고 계속 생각하고 있다.

## 현대 논리학의 융성
14세기부터 19세기 초의 사이의 기간은 대체로 쇠퇴와 부정의 시기이며, 논리학 역사가에 의해서 일반적으로 황폐기로 간주되고 있다. 논리학의 부활은 19세기 중반, 논리학이 수학으로 이용되는 정확한 증명법을 범으로 하는 엄밀하고 형식적인 학과로 발전하는 혁명기에 일어났다. 이 시기의 현대의 이른바 '기호' 또는 '수리'논리학의 발전은 논리학 2000년의 역사 중에서 가장 현저한 것이며, 논란의 여지는 있으나 인류의 지성의 역사 중에서 가장 중요하고 주목해야 할 사건이라고 말할 수 있다.
수많은 특징에 의해서 현대 논리학이 고전의 아리스토텔레스 논리학이나 전통적 논리학와 구별되지만, 이중에서도 특히 중요한 것은 이하와 같다:
현대 논리학은 근본적으로는 '계산'(calculus)이며, 이 계산을 수행하는 규칙은 이용되는 기호의 '의미'에 의해서가 아니라, 수학과 같이 기호의 '형식'에 의해서 정해진다. 현대 논리학자는 실로 수학적인 결과에 관해서 논쟁이 길어지지 않는 수학의 '성공'에 강하게 영향을 받고 있다. 라플라스가 정적분의 계산을 잘못했기 때문에 달의 궤도에 관한 잘못이 일어나 그것이 50년 가깝게 존속했다고 해도, 잘못이 한 번 찾아낼 수 있으면 큰 논쟁을 일으키는 일 없이 바로잡아진다고 C. S. 퍼스는 말하고 있다. 퍼스는 이를 전통 논리학에 관련되는 애매함과 그리고 특히 형이상학에서의 추론과 대비시키고 있는 것이다. 실로 '정확한' 논리학은 수학적인, 즉 '도식적'·'기호적'인 사고에 근거한다고 그는 주장했다. '이러한 방법에 준거하는 사람들은 [ ... ] 한번 의심되자마자 바로잡아지는 것을 제외해 모든 잘못으로부터 면할 것이다.
'또, 현대 논리학은 '추상적'(abstractive)인 것보다도 오히려 '구성적'(constructive)이다. 즉, 자연 언어 (혹은 타당성에 관한 심리학적 직관)로부터 이끌어낸 일반 원리를 추상화·정식화하는 것보다도 오히려, 형식적인 방법에 따라 일반 원리를 구성해, 그 후에 자연 언어에서의 해석을 모색하는 것이다. 이는 완전하게 기호적이다, 즉 (중세 논리학자가 공의어라고 부른) 논리적으로 불변인 물건과 자의어의 양쪽 모두가 기호로 나타내진다. 최종적으로, 현대 논리학은 심리적·인식론적·형이상학적인 물음을 강하게 물리친다.

## 현대 논리학의 시대
현대 논리학의 발전은 크게 다섯 개의 시기로 나눌 수 있다:
- 라이프니츠로부터 1847년까지의 태동기, 이 시기에는 논리 연산이라는 발상이 특히 라이프니츠에 의해서 논의되어 발전했지만 학파가 형성되지 않고, 고립한 단속적인 시도가 되어서는 포기 혹은 무시되었다.
- 불의 '해석'(Analysis)으로부터 슈뢰더의 '강의집' (독일: Vorlesungen)까지의 대수학의 시대. 이 시기에는 현대 논리학의 실천자가 증가해, 발전이 크게 계속하게 되었다.
- 프레게의 '개념 기법'(Begriffsschrift)으로부터 러셀과 화이트 헤드의 '프린키피아 마테마티카'까지의 논리주의자의 시대. 이 시기는 모든 수학적·과학적 담화의 논리를 하나의 통일된 체계에 정리하는 것을 목적으로 해, 모든 수학적 진리가 논리적이라고 말하는 것 근본적 원리로서 비논리적인 어법을 인정하지 않는 논리주의자에 의해서 지배되고 있었다. 주된 논리주의자에는 프레게, 러셀, 초기의 비트겐슈타인이 있다.[86] 이 시대의 정점이 되는 것은 초기의 발전의 장해가 되고 있던 이율배반의 철저한 고찰을 하고 해결이 시도된 '프린키피아 마테마티카'이다.
- 1910년대부터 1930년대까지의 메타 수학의 시대, 히르베르트의 유한주의 체계나 레이베하임 및 스코렘의 비유한 주의적 체계에 대해 메타 논리학의 발전이 보여 한 층 더 괴델 및 타르스키의 저작 중에서 논리학과 메타 논리학이 합쳐졌다. 1931년에 발표된 괴델의 불완전성 정리는 논리학의 역사에서의 최대의 실적의 하나이다. 1930년대 후반에는 괴델은 집합론적 구성 가능성의 이론을 발전시켰다.
- 전후 논리학의 시대, 수리논리학이 서로 관계하지만 떨어져 있는 4개의 연구 영역, 모델 이론, 증명론, 계산 가능성 이론, 그리고 집합론으로 나뉘면서 그 개념·방법이 철학에 영향을 주기 시작했다.

### 태동기

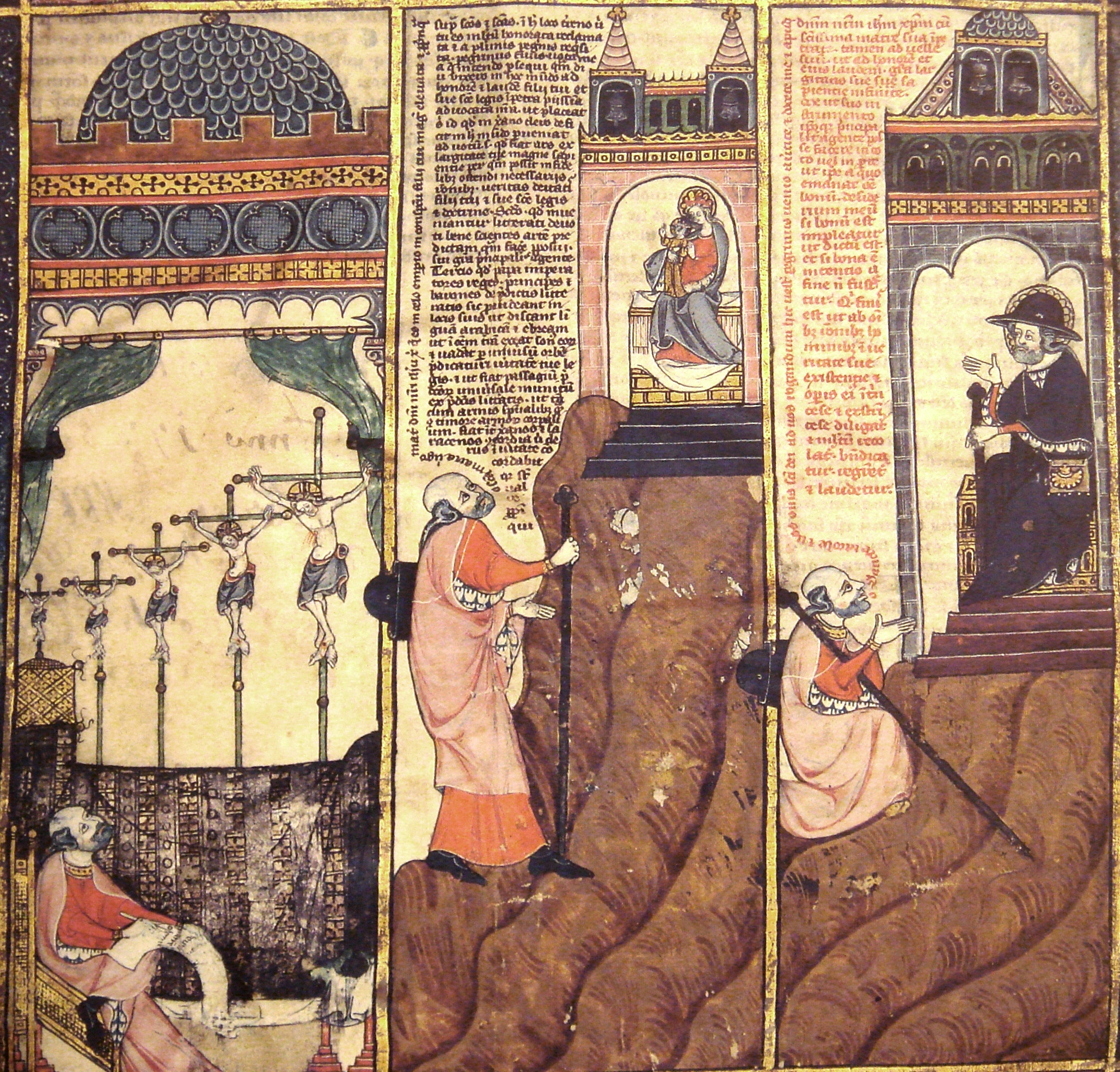
라임두스 르르스의 생애. 14세기의 사본에서.

추론이 순수하게 기계적인 과정에 의해서 나타낼 수 있다는 발상은 동심환의 체계에 의해서 결론을 이끈다는 (약간 이색적인) 방법을 제안한 라몽 류이(카탈로니아어: Ramon Llull, 영어: Raymond Llull)에서 이미 찾아볼 수 있다. 옥스포드 계산가로 불리는 논리학자들의 작품에 의해서, 말로 논리적 계산 (라: calculationes)을 새로 쓰는 대신에 문자를 사용하는 방법이 만들어져서 예를 들면 베네치아의 파우르스의 '대논리학' (라: Logica magna)에서 사용되었다. 라몽 류이로부터 300년의 뒤에, 모든 논리학·추론은 덧셈과 뺄셈이라는 수학적 작업에 환원할 수 있다고 영국의 철학자·논리학자 토머스 홉스가 주장했다. 같은 발상은 라몽과 홉스의 저작을 읽은 적이 있는 라이프니츠의 저서에서도 찾아 볼 수 있지만, 논리는 편성 처리(combinatorial process) 혹은 계산에 의해서 나타낼 수 있다고 주장했다. 그러나, 라몽 및 홉스와 마찬가지로 그도 상세하고 포괄적인 체계를 구축하는데는 실패하고 있어, 이 화제에 관한 그의 저작은 사후 오랫동안 발간되지 않았다. 통상 언어는 '무수한 애매한 것'에 따르지 않으면 안되며 계산에는 적합하지 않다는, 계산의 역할은 추론에 대해 말의 형식·구조로부터 태어나는 잘못을 들추어내는 것이기 때문이라고 라이프니츠는 말한다; 그러므로, 그는 복잡한 개념을 표현하기 위해서 구성될 수 있는 기본적인 개념을 모두 포함한 인간의 사고에서의 알파벳을 판별하는 것과 '우리가 한눈에 잘못을 발견할 수 있도록, 그리고 사람들이 논쟁을 실시하고 있을 때 단지 '계산해 보자'라고만 말하기 위해서, 수학자가 하는 것과 같이 확실히' 추론을 실시하는 '추론 계산기'를 만드는 것을 제창했다.
제르곤누 (1816년)는 추론은 그에 대해 완전하게 명확한 관념을 가지고 있는 부분의 대상에 관한 것일 필요는 없다는, 대수적인 조작은 거기서 사용된 기호의 의미의 관념을 갖지 않고도 실행할 수 있기 때문이라고 말했다. 보르트노는 변수의 용어에 대해 논리적 귀결 즉 '연역 가능성'의 정의를 실시할 때에 현대의 증명론의 기본적인 관념을 예상했다: i, j, ... 등의 변수가 있을 때, 명제의 집합 a, b, c ... 가 실로 되는 임의의 값을 i, j, ... 에 대입했을 때 동시에 명제 n, o, p ... 도 실로 진정된다면 n, o, p ... 는 a, b, c ... 로부터 연역할 수 있다. 이는 오늘로는 의미론적 타당성(semantic validity)으로 알려져 있다.

### 대수학의 시대

불 연산표

현대 논리학은 불(Boole)을 기원으로 하여, 페어스(Peirce), 제본즈(Jevons), 슈뢰더, 존 벤(Venn)을 포함한 이른바 '대수학파'에 시작한다. 그들의 목적은 클래스, 명제, 확률의 영역에서 추론을 형식적으로 나타낼 수 있도록 계산을 발달시키는 것이었다. 이 학파는 1847년에 발표되어 매우 강한 영향력을 미친 불의 작품 '논리학의 수학적 분석' (영: Mathematical Analysis of Logic)과 함께 시작되었지만, 극히 가까운 선구자로서 드 모르간 (1847생)이 있다. 불의 체계의 기본적인 발상은, 대수학 수식은 논리적 관계를 나타내는 데 사용할 수 있다는 것이었다. 불은 이를 링컨의 사립학교 시절의 경비원으로 있던 10대 무렵에 생각해 내었다. 예를 들면, x와 y에 클래스를 나타내게 하고, '='에 클래스가 같은 성원을 가지는 것을 나타내게 하고, xy에는 x와 y의 모든 구성원을, 그리고 x와 y에는 각 구성원을 나타내는 등을 한다. 불은 이것들을 '선택 기호' 즉 고찰하기 위해서 어느 대상을 선택하는 기호라고 불렀다. 선택적 기호가 이용된 표현은 '선택 함수'라고 불려 선택적 함수를 포함하는 분 정도식은 '선택 방정식'이다. 선택 함수의 이론과 선택 함수의 '발전'은 진리 함수와 그 가법 표준형에 의한 표현이라는 본질적으로 현대적인 관념이다.
불의 체계는 클래스 논리학 및 명제 논리학이라는 2종류의 해석이 가능하게 된다. 불은 삼단논법의 이론으로 취급하는 '일차 명제'와 명제 논리학으로 취급하는 '2차 명제'를 구별해, 다른 '해석' 아래에서 대수계가 양자를 어떻게 나타낼 수 있는지를 나타냈다. 일차 명제는 예를 들면 '모든 주민이 유럽계나 아시아계이다'이다. 2차 명제는 예를 들면 '모든 주민이 유럽계이거나 모든 주민이 아시아계의 어느 쪽이다'이다. 이 둘은 현대적인 논리 연산에 대해 용이하게 구별할 수 있어 한 층 더 후자는 전자에 포함되는 일도 나타내 보일 수 있지만, 불의 체계로는 이를 나타낼 수 없는 것이 불의 체계의 큰 결점이다.
'기호논리학' (영: Symbolic Logic, 1881년)에서, 존 벤은 명제의 클래스 또는 진리 조건(truth-condition)의 불 대수 관계(Boolean relation)를 기술하는 데에 영역이 겹치는 도식을 이용했다. 1869년에 제본즈는 불의 방법이 기계적으로 진행되는 것을 나타내, '논리 기계'를 조립해 다음 해에 왕립 협회에 제출했다. 1885년에 알란 마칸드가 논리 기계의 전기식 버전을 제안했는데, 지금도 현존하고 있다.(picture at the Firestone Library)
(존재 명제를 나타내는 데 v라는 문자를 사용하는 등의) 불의 체계의 결점은 모두 그의 추종자들에 의해서 개선되었다. 제본즈는 1864년에 '순수 논리학, 또는 양과는 다른 질의 논리학' (영: Pure Logic; or, the Logic of Quality apart from Quantity)을 출판해, 그 중에 매우 간소화된 불의 체계에 준거해 배타적 논리합을 나타내는 기호를 제안했다. 이는 슈뢰더의 '강의집' (독일: Vorlesungen, 1890년 - 1905년) 속에서 parallel column에 정리를 적용할 때에 편리하게 이용되었다. 퍼스 (1880년)는 모든 불 선택 함수를 하나의 원시적인 2항연산 '부정 논리합'과, 동빈도로 '부정 논리곱'을 이용해 나타내는 방법을 나타냈지만, 퍼스의 다른 많은 업적과 마찬가지로, 1913년에 시파가 재발견할 때까지 알려지지 않은 채로 있었다. 불의 초기의 저작에서도 퍼스 (1867년), 슈뢰더 (1877년), 제본즈 (1890년)에 근원을 발하는 논리합의 지식이나, 제르곤누 (1816년)가 최초로 제안해 퍼스 (1870년)가 명확하게 표현한 내포의 개념이 부재하였다.
불 대수계의 성공에 의해, 모든 논리는 대수적으로 나타낼 수 있다고 주장이 되고, 그렇게 말한 형식에서 관계의 논리를 나타내려는 시도가 태어났는데, 그 중에서도 가장 야심적인 것은 슈뢰더의 기념비적 작품 '논리 대수 강의' (독일: Vorlesungenuber die Algebra der Logik, vol iii 1895)이다. 그러나 기본적인 생각은 역시 퍼스에 의해서 예견되고 있었다.

### 논리주의자의 시대

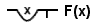
프레게의 '개념 표기법'

불 이후에 큰 발전은 독일의 수학자 고틀로프 프레게에 의해서 이루어졌다. 프레게의 목적은 논리주의의 계획, 즉 산술은 논리와 완전히 동일하다고 나타내 보이는 것에 있었다. 프레게는 그 분야의 선배에 비하여 논리학에서 훨씬 더욱 엄밀하고 형식적인 접근을 하고 있어 그의 계산법, 이른바 개념 표기법은 중요하다. 프레게는 수의 개념이 순수하게 논리학적인 수법으로 나타내지는 것을 나타내려고 시도해 그 결과 (그가 올바르면) 계산이나 계산에 환원할 수 있는 모든 수학의 분야는 논리학에 포함되게 되었다. 그는 이를 제안한 최초의 저술가는 아니다. 그의 선구적 작품 '산술의 기초'(Die Grundlagen der Arithmetik) (15장-17장)에서, 그는 라이프니츠, 밀, 제본즈의 실적을 인정하고 있어 제본즈의 '대수학은 고도로 발달한 논리학, 즉 논리적 구별이 부족한 수이다'라는 주장을 당기고 있다.
프레게의 처녀작 '개념 표기법'은 명제 논리를 엄밀하게 공리화한 체계이며, 단 두 개의 논리합 (부정과 논리 포함), 두 개의 추론 규칙 (모다스포넨스와 대입), 여섯 개의 공리만으로 구축되고 있다. 프레게는 이 체계의 '완전성'에 언급하고 있지만, 그것을 증명할 수 없었다. 그러나, 가장 현저한 혁신은 그에 의한, 수학의 함수의 개념을 사용한 양화자의 설명이었다. 전통적 논리학으로는 '카이사르는 인간이다'라는 문장을 '모든 인간은 죽을 것이다'라고 근본적으로는 같은 형식의 것으로 취급한다. 고유 명사를 주어로 하는 문장은 그 고유 명사가 보편을 나타내는 것으로서 다루어져 '모든 카이사르는 인간이다'라고 해석된다. 양화자에 의한 표현 '모든 인간'은 '모든 인간'과 논리적·의미론적 형식에서 달라, 보편 명제 '모든 A는 B이다'는 두 개의 '함수', 즉 '-은 A이다'와 '-은 B이다'의, 전자를 만족하는 모두 후자도 만족하는 합성 명제라고 프레게는 주장했다. 현대의 기법으로 이는 이하와 같이 표현된다.
(x) Ax - Bx
한국어로 쓰면 '모든 (임의의) x에 대해서, Ax라면 Bx이다'가 된다. 단칭명제만은 주어-술어의 형식을 취해, 환원되지 못하고 단칭이다, 즉 일반 명제로 환원할 수 없다. 대조적으로 보편 명제와 특수 명제는 단순한 주어-술어의 형식을 결코 취하지 않는다. '모든 포유류'가 '모든 포유류는 육생이다'라는 문장의 논리적 주어이면, 문장 전체를 부정하기 위해서 술부를 부정해 '모든 포유류가 육생'은 아니다' '라는 문장을 줄 것이다. 그러나 이 경우는 그렇지 않다. 이러한 통상 언어문의 함수적인 분석은 후에 철학과 언어학에 심대한 영향을 주었다.
이는 프레게의 계산에서는, 불의 '일차' 명제가 '2차' 명제로부터 다른 형태로 나타낼 수 있는 것을 의미한다. '모든 주민은 유럽계나 아시아계의 어느 쪽이다'는
(x) [ I(x) - (E(x) v A(x)) ]
로과 나타낼 수 있는데 비해 '모든 주민이 유럽계거나 모든 주민이 아시아계의 어느 쪽이다'는
(x) (I(x) - E(x)) v (x) (I(x) - A(x))
프레게는 불의 계산을 부정해 다음 같이 말하고 있다:
'진정한 차이는 내가 [불이 간 것 같은] 두 개의 부분에의 분할 [ ... ] 과 대량의 동질인 표현의 제시를 피한 것이다. 불에 대해서는 두 개의 부분이 줄서 서로 일해, 결과 한 편이 한 편의 경상이라는 것이 되지만, 확실히 그 때문에 그에 대하는 아무런 유기적인 관계의 대리를 맡지 않는다.'
통일적·포괄적인 논리 체계를 제공했던 것 뿐만 아니라, 프레게의 계산은 고전적인 다중 보편성 문제도 해결했다. '모든 여자 아이가 사내 아이에게 키스를 했다'의 애매함은 전통적 논리학으로는 표현 곤란하지만, 프레게의 논리학이라면 이를 양화자의 사정의 틀림에 따라 파악할 수 있다. 그 때문에
(x) [ girl(x) - E(y) (boy(y) & kissed(x,y)) ]
는 거기에 있는 모든 여자 아이에게 대응하고 키스를 한 상대인 사내 아이 (모두가 그렇게 한다)가 존재하는 것을 의미한다. 대해
E(x) [ boy(x) & (y) (girl(y) - kissed(y,x)) ]
는 어떠한 특정의 소년이 있어 그에게 모든 여자 아이가 키스를 한 것을 의미한다. 이러한 도구 정리가 없으면 논리주의의 계획은 애매모호하거나 불가능했을 것이다. 이를 사용하는 것으로 프레게는 조상 관계, 다대일관계, 수학적 귀납법의 정의를 줬다.
이 시기는 데데킨트, 파슈, 페아노, 힐베르트, 트르메로, 한틴톤, 베브렌, 하이팅 등 이른바 수학파의 저작 간행과 겹치고 있다. 그들의 목적은기하학, 산술, 해석, 집합론과 같은 수학의 분야를 공리화하는 것이었다.
논리주의 계획은 1901년의 버트런드 러셀이 나타내 보인 역설에 의해 반치명적인 좌절을 경험했다. 이에 의해 프레게의 소박 집합론으로부터 모순이 이끌리는 것이 증명되었다. 프레게의 이론은 어떤 형식적 기준에 대해서도 기준에 적절한 것 모두를 포함한 집합이 존재한다는 것이었다. 그에 비해, 자신이 자신의 요소가 아닌 집합을, 그것들만을 포함한 집합은 자신의 정의와 모순된다 (그것이 자신의 요소가 아니라면 자신의 요소가 아니면 갈 수 없게 되고, 자신의 요소라면 자신의 요소여선 안 되게 된다)라는 것을 러셀이 증명했던 것이다. 오늘에는 이 모순은 러셀의 역설로서 알려져 있다. 이 역설을 해결하는 중요한 방법의 하나는 에른스트 트르메로에 의해 제안됐다. 트르메로 집합론은 최초의 공리계 집합론이다. 이것이 발전해 오늘 표준적인 물건이 되고 있는 트르메로후렌켈 집합론 (ZF)이 되었다.
1910년-1913년에 발표된 수학기초론에서 기념비적인 러셀과 알프레드 노스 화이트헤드에 의한 3권으로부터 되는 작품 '프린키피아 마테마티카'에서는 계형이론을 구축하는 것으로 역설을 구축하려고 시도되고 있다: 요소의 집합은 서로가 서로의 요소인 것보다도 오히려 다른 형태에 속하고 있어 (집합은 요소가 아니다; 요소는 집합은 아니다), '모든 집합의 집합'되는 개념에 대해 말할 수 없다. '프린키피아'는 기호논리학에서 자주 정의된 일련의 공리와 추론 규칙으로부터 모든 수학적 진리를 꺼내려는 시도였다.

### 메타 수학의 시대

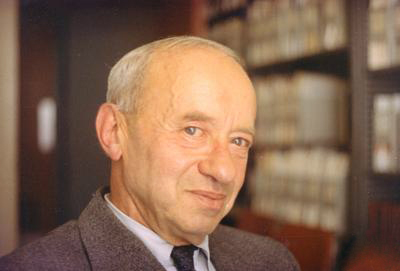
알프레트 타르스키

괴델과 타르스키의 이름이 1930년대, 메타 수학 - 수학적 수법을 이용해 메타 이론, 즉 다른 수학적 이론에 관한 수학적 이론을 만들어 내는 수학-의 발전에 결정적인 시대를 지배했다. 메타 수학에 대한 초기의 연구는 힐베르트 프로그램에 의해서 추진되었다. 힐베르트 프로그램은 유한개의 공리로 모든 수학을 기초 마련하는 일로 수학의 기초부에 진행중인 위기를 해결하려는 것으로, '유한주의'적인 수법에 따라 수학에 무모순성을 주어 모든 수학적 언명의 진위를 판단하는 수속을 제공한다. 메타 수학의 연구가 정점으로 달한 것은 1층 술어 논리에 의한 임의의 문장은 논리적으로 타당할 때, 그리고 그 때만-즉, 그 문장이 그 언어에서의 어떠한 구조에서도 참일 때—도출 가능이다. 이는 괴델의 완전성 정리로서 알려진다. 그 후, 그는 두 개의 중요한 정리를 증명하고 있어, 힐베르트 프로그램은 그 원래의 형태로는 달성 불가능하다는 것이 그에 따라서 나타났다. 두 개 중 첫째는, 알고리즘이나 컴퓨터 프로그램과 같은 효과적 방법에 따라 그 정리를 늘어놓아 들 수 있는 모순되지 않은 공리계로 자연수에 관한 모든 사실이 주어지지 않는다는 정리이다. 그러한 모든 계에 대해서, 참이지만 그 계로부터 증명할 수 없는 자연수에 관한 명제가 항상 존재한다. 둘째는, 그러한 계가 자연수에 관한 기본적인 사실을 증명할 수 있다면, 그 계는 자신의 무모순성을 증명할 수 없다는 것이다. 이 두 개의 결과는 괴델의 불완전성 원리, 혹은 단지 '괴델의 정리'라고 불린다. 후에, 괴델은 선택 공리 및 연속체 가설이 트르메로후렌켈 집합론과 모순되지 않은 것의 증명의 일환으로서 집합론적 구성 가능성의 개념을 발달시켰다.
증명론에서는, 게르하르트 겐트가 자연 연역과 시크엔트 계산 등의 개념을 발달시켰다. 자연 연역은 논리적 추론을, 그것이 실천 중에서 '자연스럽게' 일어나 직관 논리에 가장 용이하게 적용할 수 있는 것이도록 조형하려는 시도이며, 시크엔트 계산은 임의의 형식적 체계에 대해 논리적 증명의 도출을 정식화하기 위해서 구축된다. 겐트의 저작 이후, 자연 연역과 시크엔트 계산은 증명론, 수학적 논리학, 계산기 과학 등의 분야에 넓게 적용되어 왔다. 또, 겐트는 정규화 정리와 컷 제거 정리를 증명했지만, 이는 논리적 증명을 정규의 형식에 환원하는데 사용되는 것으로 직관 논리 및 고전 논리에 나타나게 됐다.
얀 우카시에비치의 제자 알프레트 타르스키는 진리와 논리적 귀결의 정의, 논리적 충족이라는 의미론적 개념에 의해서 가장 잘 알려져 있다. 1933년에, 그는 (폴란드어로) '형식 언어에서의 진리의 개념'을 발표해, 그 중에 자신 진리의 의미론을 제안했다: '눈은 희다'와 같은 문장은 눈이 흴 때에, 그리고 그 때에만 참이다. 타르스키의 이론은 메타 렝귀지, 즉 언명을 실로 하는 것과 대상 언어, 즉 참이라고 주장되는 문장을 포함하는 것을 구별하고, 대상 언어의 어구와 해석의 요소와의 사이에 일치 (T-schema)를 주었다. 진리를 설명한다는 곤란한 과제에 대한 타르스키의 접근은 논리학과 철학에, 특히모델 이론의 발전에 영속적으로 영향을 주고 있다. 타르스키는 연역계의 방법론이나 완전성, 결정 가능성, 무모순성, 구조 등의 중요한 제원리에 관한 중요한 연구도 가고 있다. 아니타 페레르만(Anita Feferman)에 의하면, 타르스키는 '20세기의 논리학의 용모를 일변시켰다.'
알론조 처치와 앨런 튜링은 계산 가능성이 형식적인 모델을 제의해, 1936년 및 1937년에 각각 독자적으로 히르베르트의 '결정 문제'를 부정적으로 해결했다. '결정 문제'란, 임의의 형식적·수학적 언명이 주어졌을 때에 그 언명의 진위를 알고리즘적으로 결정할 수 있는 순서를 탐구하는 것이다. 교회와 튜링은 그러한 순서가 존재하지 않는 것을 증명했다; 튜링의 논문에서는 알고리즘적인 해결이 존재하지 않는 수학적 문제의 중요한 예로서 정지성 문제가 들어지고 있다.
처치의 계산 시스템은 발전하여 람다 계산이 되었고, 한 편 튜링 기계는 다목적 계산 장치의 표준적인 모델이 되었다. 그 밖에도 수많은 계산 모델이 제기되었지만, 그것들은 모두 처치나 튜링이 제안한 것과 동등의 능력을 가지고 있었다. 이 결과로부터, 인간이 실행할 수 있는 임의의 확정적 알고리즘은 튜링 기계도 실행할 수 있다는 처치-튜링 논제가 유도되었다. 처치는 보완적인 결정 불가능의 결과를 증명해, 페아노 계산도 1층 술어 논리도 결정 불가능인 것을 나타냈다. 그 후, 1940년대에 에밀 포스트와 스티븐 클레이니가 계산 가능성 이론의 사정을 확장해, 튜링 차수의 개념을 도입했다.
20세기 최초의 10년의 성과는 분석 철학이나 철학적 논리학에, 특히 1950년 이후의 양상 논리, 시제 논리, 의무 논리 등에 영향을 미쳤다.

### 전후 논리학

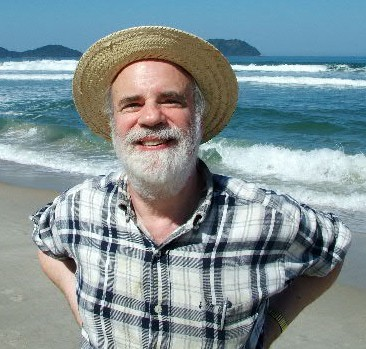
솔 크립키

제2차 세계대전 후, 수리논리학은 4개의 서로 관련하지만 서로 떨어진 영역, 즉 모델론, 증명론, 계산 가능성 이론, 그리고 집합론으로 나누어졌다.
집합론에서는 강제법이 모델을 구축해 독립한 결과를 얻기 위한 방법을 제공하고 혁명이 일어났다. 1962년에 폴 코엔이 이 방법을 도입해 연속체 가설과 선택 공리가 ZFC 집합론으로부터 독립인 것을 증명했다. 그의 기교는 도입하자마자 간소화 및 확장된 것이며, 이 이후 수리논리학의 모든 분야에서 다른 여러 가지 문제에 도입되어 왔다.
계산 가능성 이론의 기원은 1930년대-1940년대의 튜링, 처치, 클레이니, 그리고 포스트에 있다. 계산 가능성 이론은 추상적 계산 가능성의 연구로 발전해, 재귀 이론으로서 알려져 있는 것이 됐다. 우선도법(priority method)은 1950년대에 알버트 머크닉(Albert Muchnik)와 리처드 프리드베르그(Richard Friedberg)에 각각 독립에 발견되어 튜링 차수와 관련하는 구조의 이해에 큰 진전을 가져왔다. 고차 계산 가능성 이론의 연구에 의해 계산 가능성 이론과 집합론과의 관계가 증명되었다. 구성적 해석학 및 계산 가능성 해석학 등의 분야는 고전 수학의 정리의 유효한 내용을 연구하기 위해서 발전했다; 이들은 번갈아 역수학의 계획을 일으켰다. 계산 가능성 이론의 다른 분야인 계산 복잡도 이론(computational complexity theory)도 또한 기술 계산량의 연구의 결과로서 논리학적인 술어를 사용한다는 특징을 가진다.
모델 이론은 수리논리학의 수법을 이용해 특정의 수학 이론의 모델을 연구하는 분야이다. 알프레트 타르스키는 이 분야의 선구적인 저작을 많이 발표하고 있어 이 분야의 이름도 그가 발표한 일련의 저작의 제목 '모델 이론에의 공헌'에 연관되고 있다. 1960년대에, 아브라함 로빈슨은 모델 이론의 기법을 이용해 무한소, 즉 최초로 라이프니츠가 제의한 문제에 근거한 계산·해석을 발전시켰다.
증명론에서는 고전 수학과 직관적 수학과의 관계가 게오르크·쿠라이젤의 발명한 실현 가능성의 수법이나 괴델의 변증법 해석이라는 도구를 이용해 해명된다. 이 연구에 의해서 증명 채굴(proof mining)이라는 동시대의 영역이 여기되었다. 커리-하워드 대응(Curry-Howard correspondence)이 자연 연역과 계산기 과학으로 이용되는 형태 부착 람다 계산(typed Lambda caculus)와의 일치를 포함한, 논리와 계산과의 깊은 유사로서 일어났다. 결과적으로, 이 형식적 체계의 클래스가 논리학적인 면과 계산기적인 면과의 양쪽 모두를 설명하게 되었다; 이 연구 영역은 현대형 이론으로서 알려지게 되었다. 순서 해석이나, 파리스하린톤의 정리와 같은 산술에서의 독립한 결과의 연구에 의해서도 진전이 일어났다.
이 시기는, 특히 1950년대와 그 이후는 수리논리학의 개념이 철학적 사고에 영향을 주기 시작했던 시기이기도 하다. 예를 들면, 시제 논리는 시간에 수식된 문장을 표현해, 추리하기 위해서 형식화 된 체계이다. 철학자 아서 프라이어는 1960년대에 이 분야의 발전에 큰 역할을 완수했다. 양상 논리는 형식논리학의 사정을 확장해 모다리티의 요소 (예를 들면, 논리적 가능성이나 필요성)를 포함 하도록 했다. 솔 크립키의 사상, 특히 가능 세계에 관한 사상과 오늘 크립키 의미론으로 불리고 있는 형식적 체계는 분석 철학에 중대한 영향을 미쳤다. 그의 가장 잘 알려져 가장 영향력을 가진 저작은 '지명과 필연성' (1980년)이다. 의무 논리는 양상 논리와 긴밀히 관계하고 있다: 의무 논리는 의무, 허가, 그 외 관련하는 개념의 논리적 특징을 파악하려고 한다. 아레크시우스 마이농의 제자 에른스트 메리는 화이트 헤드와 러셀의 명제 계산의 통어론에 근거해 '의무의 기본법칙' (독일: Grundgesetze des Sollens)으로 처음으로 형식적인 의무 체계를 제의했다. 제2차 세계대전 후에 창시 된 다른 논리 체계로서 이란의 수학자 로트피 자데가 1965년에 시작한 퍼지 논리가 있다.

## 같이 보기
- 철학사
- 플라톤의 수염

- 수학의 역사
- 함수 개념의 역사

- 연역적 추론의 역사
- 귀납적 추론의 역사
- 수리논리학 연표

## 참고 문헌
- Alexander of Aphrodisias, In Aristotelis An. Pr. Lib. I Commentarium, ed. Wallies, C.I.A.G.
- Avicenna, Avicennae Opera Venice 1508.
- Barwise, Jon, ed. (1982), Handbook of Mathematical Logic, Studies in Logic and the Foundations of Mathematics, North Holland, ISBN 978-0-444-86388-1.
- Beaney, Michael, The Frege Reader, London: Blackwell 1997.
- Bochenski, I.M., A History of Formal Logic, Notre Dame press, 1961.
- Philotheus Boehner, Medieval Logic, Manchester 1950.
- Boethius Commentary on the Perihermenias, Secunda Editio, ed. Meiser.
- Bolzano, Bernard Wissenschaftslehre, 4 Bde Neudr., 2. verb, A. hrsg. W. Schultz, Leipzig I-II 1929, III 1930, IV 1931 (trans. as Theory of science, attempt at a detailed and in the main novel exposition of logic with constant attention to earlier authors. (Edited and translated by Rolf George University of California Press, Berkeley and Los Angeles 1972).
- Bolzano, Bernard Theory of science (Edited, with an introduction, by Jan Berg. Translated from the German by Burnham Terrell – D. Reidel Publishing Company, Dordrecht and Boston 1973).
- Boole, George (1847) The Mathematical Analysis of Logic (Cambridge and London); repr. in Studies in Logic and Probability, ed. R. Rhees (London 1952).
- Boole, George (1854) The Laws of Thought (London and Cambridge); repr. as Collected Logical Works. Vol. 2, (Chicago and London: Open Court, 1940).
- Jill Vance Buroker (transl. and introduction), Logic or the Art of Thinking, Cambridge University Press, 1996, ISBN 0-521-48249-6.
- Church, Alonzo, 1936-8. "A bibliography of symbolic logic". Journal of Symbolic Logic 1: 121–218; 3:178–212.
- Ebbesen, S. "Early supposition theory (12th–13th Century)" Histoire, Épistémologie, Langage 3/1: 35–48 (1981).
- Epictetus, Dissertationes ed. Schenkl.
- Farrington, B., The Philosophy of Francis Bacon, Liverpool 1964.
- Feferman, Anita B. (1999). "Alfred Tarski". American National Biography. 21. Oxford University Press. pp. 330–332. ISBN 978-0-19-512800-0.
- Feferman, Anita B.; Feferman, Solomon (2004). 《Alfred Tarski:  Life and Logic》. Cambridge University Press. ISBN 978-0-521-80240-6. OCLC 54691904.
- Frege, G., Boole's Logical Calculus and the Concept Script, 1882, in Posthumous Writings transl. P.Long and R. White 1969, pp. 9–46.
- Gabbay, Dov and John Woods, eds, Handbook of the History of Logic 2004. 1. Greek, Indian and Arabic logic; 2. Mediaeval and Renaissance logic; 3. The rise of modern logic: from Leibniz to Frege; 4. British logic in the Nineteenth century; 5. Logic from Russell to Church; 6. Sets and extensions in the Twentieth century (not yet published); 7. Logic and the modalities in the Twentieth century; 8. The many-valued and nonmonotonic turn in logic; 9. Logic and computation (not yet published); 10. Inductive logic (not yet published); 11. Logic: A history of its central concepts (not yet published) Elsevier, ISBN 0-444-51611-5.
- Geach, P.T. Logic Matters, Blackwell 1972.
- Gergonne, Joseph Diaz, (1816) "Essai de dialectique rationelle", in Annales de mathem, pures et appl. 7, 1816/7, 189–228.
- Goodman, Lenn Evan (2003). Islamic Humanism. Oxford University Press, ISBN 0-19-513580-6.
- Goodman, Lenn Evan (1992). Avicenna. Routledge, ISBN 0-415-01929-X.
- Grattan-Guinness, Ivor, 2000. The Search for Mathematical Roots 1870–1940. Princeton University Press.
- Gracia, J.G. and Noone, T.B., A Companion to Philosophy in the Middle Ages, London 2003.
- Haaparanta, Leila (ed.) 2009. The Development of Modern Logic Oxford University Press.
- Heath, T.L., 1949. Mathematics in Aristotle Oxford University Press.
- Heath, T.L., 1931, A Manual of Greek Mathematics, Oxford (Clarendon Press).
- Honderich, Ted (ed.). The Oxford Companion to Philosophy (New York: Oxford University Press, 1995) ISBN 0-19-866132-0.
- Jevons, The Principles of Science, London 1879.
- Kneale, William and Martha, 1962. The development of logic. Oxford University Press, ISBN 0-19-824773-7.
- Lukasiewicz, Aristotle's Syllogistic, Oxford University Press 1951.
- Ockham's Theory of Terms: Part I of the Summa Logicae, translated and introduced by Michael J. Loux (Notre Dame, IN: University of Notre Dame Press 1974). Reprinted: South Bend, IN: St. Augustine's Press, 1998.
- Ockham's Theory of Propositions: Part II of the Summa Logicae, translated by Alfred J. Freddoso and Henry Schuurman and introduced by Alfred J. Freddoso (Notre Dame, IN: University of Notre Dame Press, 1980). Reprinted: South Bend, IN: St. Augustine's Press, 1998.
- Peirce, C.S., (1896), "The Regenerated Logic", The Monist, vol. VII, No. 1, p pp. 19-40, The Open Court Publishing Co., Chicago, IL, 1896, for the hegeler Institute. Reprinted (CP 3.425–455). Internet Archive The Monist 7.
- Michael Potter (2004), Set Theory and its Philosophy, Oxford Univ. Press.
- Sextus Empiricus, Against the Grammarians (Adversos Mathematicos I). David Blank (trans.) (Oxford: Clarendon Press, 1998). ISBN 0-19-824470-3.
- Zermelo, Ernst (1908). “Untersuchungen über die Grundlagen der Mengenlehre I”. 《Mathematische Annalen》 65 (2): 261–281. doi:10.1007/BF01449999. English translation in Heijenoort, Jean van (1967). 〈Investigations in the foundations of set theory〉. 《From Frege to Gödel: A Source Book in Mathematical Logic, 1879–1931》. Source Books in the History of the Sciences. Harvard Univ. Press. 199–215쪽. ISBN 978-0-674-32449-7..